# 금산군의회
금산군의회는 충청남도 금산군 지역을 관할하는 기초의회이다.